# Nadežda Petrović
Pour les articles homonymes, voir Petrović.
Nadežda Petrović (en serbe cyrillique : Надежда Петровић ; née le 11 ou 12 octobre 1873 à Čačak - morte le 3 avril 1915 à Valjevo) est une peintre, photographe et infirmière serbe.
Considérée le peintre féminin serbe le plus important de la fin du XIXe et du début du XXe siècle, Petrović a été également connue comme la fauviste le plus célèbre de Serbie.
Ses peintures sont dominées par les larges surfaces, et ses couleurs préférées : le rouge chaud et le vert complétant. Son travail est souvent séparé en ères selon ses domiciles : la période de Munich (1898-1903), la période serbe (1903-1910), la période parisienne (1910-1912) et la période de guerre (1912-1915). Sa force et courage dans la vie est évident dans plusieurs de ses peintures.

## Biographie
Nadežda Petrović est née à Čačak le 11 ou 12 octobre 1873 de Dimitrije et Mileva Petrović. Elle a neuf frères et sœurs, dont Rastko Petrović, écrivain et diplomate. Sa mère Mileva est institutrice et parente de l'homme politique serbe Svetozar Miletić. Son père enseigne l'art et la littérature et est collectionneur d’œuvres d'art. Plus tard, il travaille aussi comme percepteur d'impôts et écrit sur la peinture. Il tombe malade à la fin des années 1870, forçant la famille à déménager dans la ville de Karanovac (aujourd'hui Kraljevo) avant d'aller vivre à Belgrade en 1884. La maison dans laquelle ils vivent sera plus tard détruite par la Luftwaffe pendant la Seconde Guerre mondiale. Montrant des talents artistiques, Nadežda Petrović fréquente l'école d'enseignement supérieur pour femmes et obtient son diplôme en 1892. En 1893, elle devient professeur d'art dans cette école et enseigne plus tard à l'université féminine de Belgrade.
Par la suite, elle obtient une allocation du ministère serbe de l'éducation pour étudier l'art à l'école privée d'Anton Ažbe à Munich. Là, elle rencontre les peintres Rihard Jakopič, Ivan Grohar, Matija Jama, Milan Milovanović, Kosta Milićević et Borivoje Stevanović. Elle rencontre également des pionniers de l'art moderne tels que Wassily Kandinsky, Alexej von Jawlensky, Julius Exter et Paul Klee, et est profondément émue par leur travail. Pendant son séjour à Munich, elle envoie régulièrement des lettres à ses parents en Serbie et leur demande toujours de lui envoyer des journaux et des livres détaillant les derniers événements dans le pays. Son dévouement à ses œuvres d'art affecte sa vie personnelle et, en 1898, elle annule ses fiançailles avec un fonctionnaire après que la mère de l'homme demande une dot inacceptable. La peintre reourne en Serbie en 1900 où elle visite régulièrement des musées et des galeries, assiste à des concerts et à des productions théâtrales. Elle consacre également une grande partie de son temps à l'apprentissage des langues étrangères. Sa première exposition individuelle a lieu à Belgrade la même année. Elle aide également à organiser la première exposition d'art yougoslave et la première colonie d'art yougoslave. En 1902, Petrović commence à enseigner à l'école supérieure des femmes. L'année suivante, elle cofonde le Cercle des sœurs serbes, une organisation humanitaire dédiée à aider les Serbes de souche au Kosovo et en Macédoine sous contrôle ottoman. En 1904, la peintre se retire dans sa maison familiale, où elle se concentre sur ses peintures. L'une de ses œuvres les plus célèbres, Resnik, est pendant son séjour.
Au cours des années suivantes, elle s'implique dans les cercles patriotes serbes. Elle rassemble une aide matérielle pour les pauvres de la vieille Serbie et proteste contre l'annexion austro-hongroise de la Bosnie-Herzégovine. En 1910, elle se rend à Paris pour rendre visite à son ami, le sculpteur Ivan Meštrović. Elle reste en France jusqu'à la nouvelle de la mort de son père. Elle retourne alors en Serbie en avril 1911. À son retour, elle reprend l'enseignement à l'école supérieure féminine. Elle expose ses œuvres au pavillon du royaume de Serbie lors de l'Exposition internationale d'art de 1911. En 1912, la mère de Petrović décède.
Avec le déclenchement des guerres des Balkans, Nadežda Petrović se porte volontaire pour devenir infirmière et reçoit une médaille de la Bravoure, l'ordre royal de Saint-Sava et l'ordre de la Croix-Rouge pour ses efforts. Elle continue à soigner des soldats serbes jusqu'en 1913, lorsqu'elle contracte le typhus et le choléra. Dans les dernières années de sa vie, elle peint peu et ne produit que quelques toiles, dont son chef-d'œuvre postimpressionniste L'hôpital de Valjevo (en serbe : Valjevska bolnica). Petrović est en Italie lorsque l'Autriche-Hongrie déclare la guerre à la Serbie en juillet 1914. Elle retourne immédiatement à Belgrade pour aider l'armée serbe. Elle se porte volontaire pour travailler comme infirmière à Valjevo, et meurt de la fièvre typhoïde le 3 avril 1915 à l'hôpital de Valjevo.

## Postérité et hommages
Un musée commémoratif à son nom et celui de son frère, le musée commémoratif de Nadežda et Rastko Petrović se trouve à Belgrade. Le musée comprend une collection liée à la vie de sa famille, avec des souvenirs de famille, ainsi qu'une trentaine de ses œuvres.

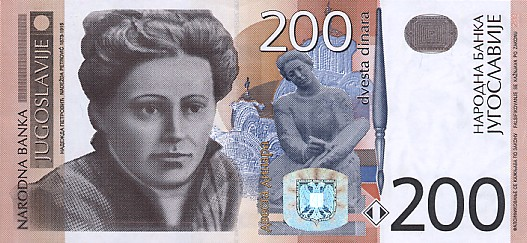
Billet de 200 dinars serbes à l'effigie de Nadežda Petrović.

Le mémorial Nadežda Petrović est l'une des plus anciennes manifestations des beaux-arts de la région, dédiée à la mémoire et à l'œuvre de l'artiste.
Dans le Pionirski park de Belgrade se trouve une statue de marbre de 1989 la représentant, œuvre de la sculptrice Angelina Gatalica.
Depuis 2003, les billets de 200 dinars serbes sont à son effigie.
En 2023, les 150 ans de la naissance de Nadežda Petrović seront célébrés en coopération avec l'Organisation des Nations unies pour la science, l'éducation et la culture